# Nemesfém (gazdaság)

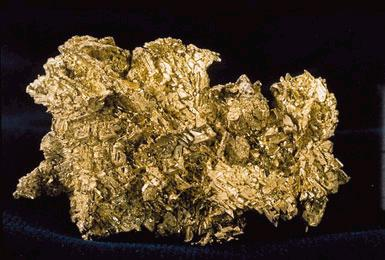
Aranyrög

A nemesfémek kémiai elemek, azon belül pedig a ritka fémek egyik csoportja, amelyek nagy (gazdasági) értékkel bírnak.
Kémiai szempontból kevésbé reaktívak / reakcióképesek mint a többi elem. Fényesebbek, csillogóbb hatásúak, puhábbak vagy képlékenyebbek, könnyebben alakíthatóak. Magasabb az olvadáspontjuk más fémekhez képest.
Történelmileg a nemesfémek pénzként (mint valuta) bírtak nagy jelentőséggel, napjainkban azonban már leginkább befektetési és ipari árucikként jelentősek. Mind az arany, az ezüst, a platina és a palládium el van látva ISO 4217-es devizakóddal.

## A nemesfémek csoportjai

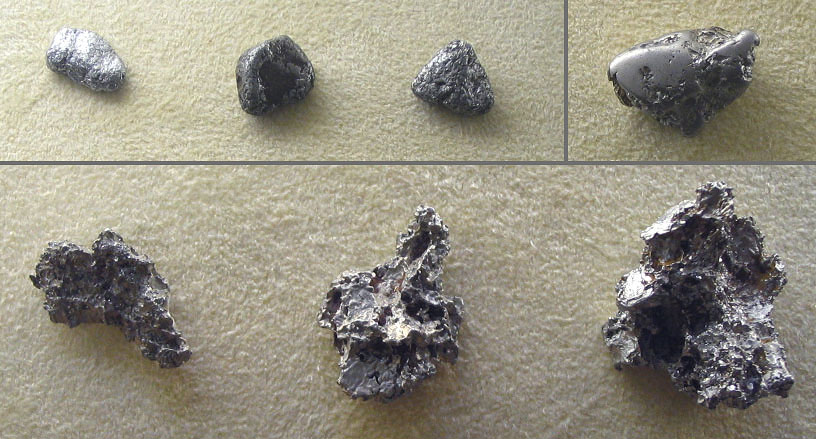
Természetes platinarögök

A legismertebb (tradicionális) nemesfémek az arany és az ezüst. Habár mindkét fémnek számos ipari alkalmazása van, sokkal inkább ismertek, mint a művészetben, ékszerkészítésben és érmeverésben használt anyagok. A többi nemesfémet az úgynevezett platinacsoport foglalja magába, melynek elemei a platina, az ozmium, az irídium, a palládium, a ródium, és a ruténium, melyek közül a platina kereskedelme a legjelentősebb. A rénium szintén a nemesfémek közé tartozik, annak ellenére, hogy sem a platinacsoportnak sem a "tradicionális nemesfémek" csoportjának nem tagja. Szigorúan, kémiai értelemben véve, kizárólag ezen elemek tekinthetőek valódi nemesfémnek.

## A nemesfémek értéke
A nemesfémek keresletének forrása nem csupán azok gyakorlati felhasználási lehetőségében rejlik, hanem nagy szerepe van a bennük való befektetésnek, illetve a nemesfémek értékállóságának.
A palládium ára 2008. január 29-én, majdnem az arany akkori 927 amerikai dollár unciánkénti árának fele volt. A platina ára 1706 USD / uncia, amely majd kétszerese az arany árának. A ródium általában véve a legdrágább nemesfémnek számít, több mint 4,5-szer drágább, mint a platina, így jelenleg unciánkénti ára 7150 USD.
A rénium ára azonban a közelmúltban erősen ingadozott és jelenlegi eladási ára 6650 USD unciánként, ami közvetlenül a ródium ára alatt van. Amíg a ruténium értéke 525 USD unciánként, az ezüst árfolyama szintén ingadozott az elmúlt időszakban, kereskedési ára 16,69 USD unciánként. Az ezüst alapvetően olcsóbb, mint bármely más nemesfém, és jelenlegi ára kevesebb mint az arany árának 1/50-ede, azonban gyakran hagyományosan nemesfémként tekintenek rá az érmeverésben és ékszerészetben betöltött szerepe folytán.

## Nemesfém rudak
(A nemesfém rudak alatt valójában inkább valamilyen nemesfémből öntött tömböket értünk, tehát például az aranyrudat is, alakja alapján, helyesebben aranytömbnek nevezzük.)
Általában a ritka fémeket tekintjük nemesfémnek. Új ércek, érclelőhelyek felfedezése, illetve a bányászatban vagy finomítási eljárásban bekövetkezett fejlesztések, tökéletesítések a nemesfém értékének (drasztikus) csökkenését okozhatja, mint ahogy például az alumínium esetében is történt. A nemesfém státuszt szintén meghatározhatja az az iránti magas kereslet vagy magas piaci ár. A nemesfém tömeges (ömlesztett) formája nemesfém rudakként ismert, amelyek kereskedelme árupiacokon, árutőzsdéken folyik. A nemesfém tömböket estenként fémrudakká alakítják, vagy érméket vernek belőlük. A nemesfém tömbök meghatározó jellemzője az, hogy értékük inkább tömegükben (mennyiségükben) és tisztaságukban rejlik, mintsem pénzbeli névértékükben avagy pénz formájukban feltüntetett névértékükben.
A tisztaságuk mértéke kibocsátásonként, estenként változó lehet. Rendszerint a 99,9%-os tisztaság az általános. A legmagasabb tisztaságú tömegtermelésben készült nemesfém érmék a Canadian Gold Maple Leaf sorozatokban találhatóak, amelyek tisztasága elérheti akár a 99,999%-os értéket. Érdemes megjegyezni, hogy a 100% tisztaságú nemesfém tömbök előállítása nem lehetséges, mivel az abszolút tisztaság a kivont és finomított fémek esetében csupán aszimptotikusan megközelíthető. Általában egy nemesfém érme egy meghatározott mennyiségű, éppen csak szennyezettnek tekinthető ötvözetet tartalmaz.
Az aranyat és ezüstöt gyakran használják az inflációból és gazdasági visszaesésből származó veszteség lefedezésére.
Az ezüst érmék népszerűvé váltak a gyűjtők körében viszonylagos megfizethetőségük miatt, és ellentétben az arany és platina kibocsátással / forgalommal, amelyek értékét a piac határozza meg, az ezüst kibocsátások még többször műkincsként sokkal magasabb értékkel bírnak, mint annak az ezüstrúdkénti aktuális értéke.

## Nemesfém státusz

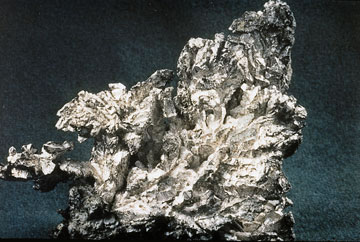
Ezüst rög

Egy valaha nagybecsű nemesfémből hétköznapi fémmé vált fém, az alumínium érdekes esete.
Habár az alumínium a Föld egyik leggyakoribb, legszélesebb körben, könnyen fellelhető eleme, a kezdetekben csak rendkívül bonyolult módon, nehezen tudták előállítani / kinyerni annak különböző érceiből.
Ez tette a kevés természetben felfedezett (vagy igen költséges módon finomított) tiszta alumíniumot az aranynál is értékesebbé.
Az alumíniumrudakat a francia korona ékszerek szomszédságában állították ki az 1855-ös Nemzetközi Vásáron, és III. Napóleonról is úgy tudták, hogy alumíniumból készült tányérokat tartott legbecsesebb vendégei számára.
Ezenfelül a Washington-emlékmű gúla alakú tetejét is tiszta alumíniumból készítették. Az emlékmű építésének idején az alumínium drágább volt mint az ezüst, az arany, vagy a platina. Az idő előrehaladtával azonban a fém ára leesett; a Hall–Héroult-eljárás 1886-os feltalálása az alumínium magas árának folyamatos zuhanását okozta.

## Nemesfémek a kémiában
Kémiailag a nemesfémeket úgy definiáljuk, mint a redukálósorban a hidrogén után álló fémeket. Ezen tulajdonságnak a réz, a higany, az ezüst, a platina és az arany felel meg. Ezek nem oldódnak még a hidrogén erős savaiban sem (pl. sósav, salétromsav, kénsav).